# Giuseppe Pinto

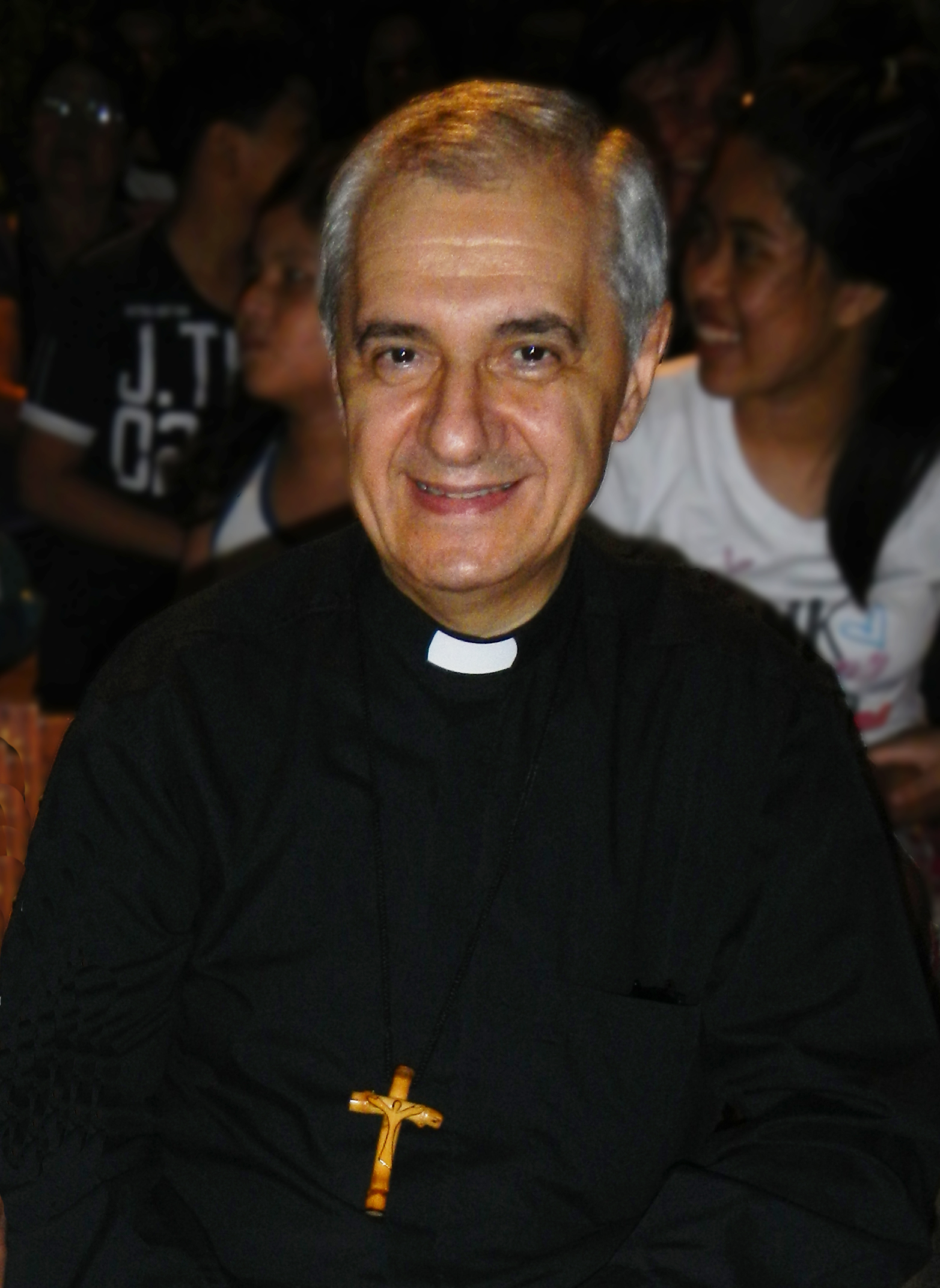
Giuseppe Pinto (2011)

Giuseppe Pinto (* 26. Mai 1952 in Noci, Metropolitanstadt Bari, Italien) ist ein italienischer Geistlicher, römisch-katholischer Erzbischof und Diplomat des Heiligen Stuhls. Er wirkte bis 2019 als Apostolischer Nuntius u. a. in Chile und Kroatien.

## Leben
Giuseppe Pinto empfing am 1. April 1978 die Priesterweihe und trat im Mai 1984 in den diplomatischen Dienst des Heiligen Stuhls ein. Er arbeitete in den Nuntiaturen von Papua-Neuguinea und Argentinien, später in der Sektion für Staatsbeziehungen innerhalb des vatikanischen Staatssekretariates.
Papst Johannes Paul II. ernannte ihn am 4. Dezember 2001 zum Titularerzbischof pro hac vice von Pandosia und Apostolischen Nuntius in Senegal und Apostolischen Delegaten in Mauretanien. Die Bischofsweihe spendete ihm der Papst persönlich am 6. Januar des nächsten Jahres; Mitkonsekratoren waren Robert Sarah, Sekretär der Kongregation für die Evangelisierung der Völker, und Leonardo Sandri, Substitut des Staatssekretariates. 
Am 5. Februar 2002 wurde er zudem zum Apostolischen Nuntius auf den Kap Verden und in Mali ernannt. Am 5. März 2002 wurde er zudem zum Apostolischen Nuntius in Guinea-Bissau ernannt. Papst Benedikt XVI. ernannte ihn am 6. Dezember 2007 zum Apostolischen Nuntius in Chile. Am 10. Mai 2011 wurde er zum Apostolischen Nuntius auf den Philippinen ernannt.
Am 1. Juli 2017 ernannte ihn Papst Franziskus zum Apostolischen Nuntius in Kroatien. Am 16. April 2019 trat er vom Amt des Nuntius in Kroatien zurück. Zum 31. Juli 2020 trat er in den vorzeitigen Ruhestand.